# Euplotes
Az Euplotes a csillósok (Ciliophora) Euplotia alosztályának nemzetsége. Tengeri és édesvízi környezetben, talajban és mohában egyaránt megtalálható. Legtöbb faja szabadon élő, de 2 faj tengerisünök kommenzalista fajaiként ismert.

## Leírás
Kevéssé rugalmas, dorzoventrálisan lapult, közel tojás alakú sejtek tartoznak ide a sejtszáj körül nagy perisztómával, melyet baloldalt adorális membranellumzóna határol. A Spirotrichea többi fajához hasonlóan összetett csillószervek, cirrusok révén mozog és táplálkozik. Ezeket vastag, ritka csillósorok alkotják. Az erős cirrusok a ventrális felszínen lehetővé teszik a lesüllyedt bomlástermékeken és élőlényeken való mozgást. Minden faja rendelkezik merev kaudális cirrusokkal, melyek a sejt hátulsó részéből erednek. Ezek száma változik fajon belül is, de leggyakoribb a 4–5 cirrus.  A makronukleusz általában hosszú, keskeny, és lehet patkó, C vagy hármas alakú.
Sztomatogenezise a felszín alatti csövön hipoapokinetális. Testi csillói dikinetidákból, száj előtti csillói kettős vagy többes csoportokban erednek. Cisztáin általában nem szívódik fel minden kinetoszóma. Fontos modellcsillós, akárcsak a Paramecium és a Tetrahymena, és az egysejtűek rendkívüli körülményekhez való alkalmazkodásának, párzási folyamatainak és feromonjainak, szimbiózisainak és földrajzi elterjedésének kutatásában egyaránt használták. Mivel fontos modellszervezet, számos kutatás vizsgálta fajai elterjedését és különböző környezetekben élő fajai elhatárolását. Ennek során számos morfológiailag megkülönböztethetetlen rejtett fajt mutattak ki.

## Történet és rendszertan

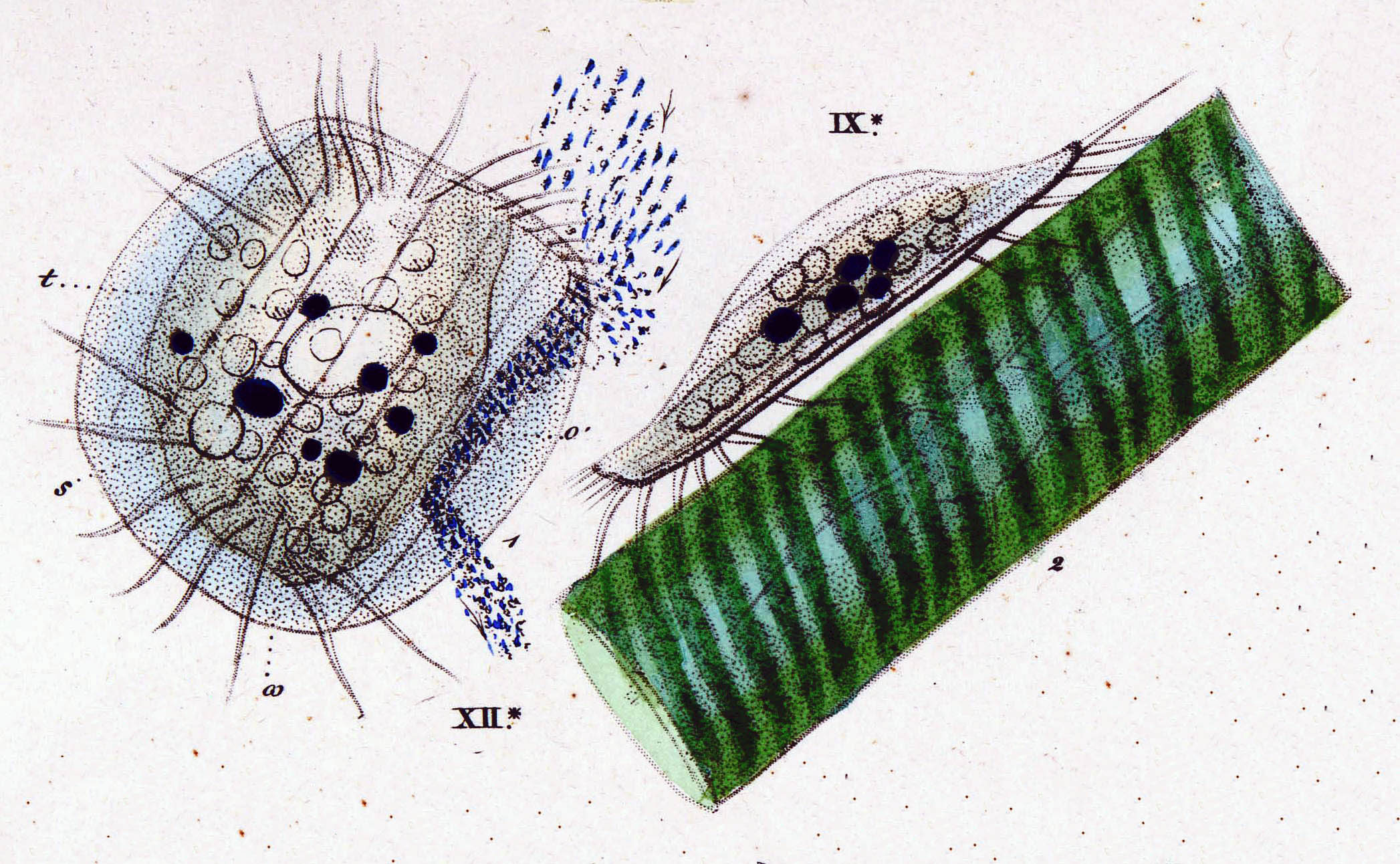
Euplotes patella Christian Gottfried Ehrenberg 1838-as rajzán

Az Euplotes fajait először 1773-ban írta le Otto Friedrich Müller, aki a Trichoda nemzetségbe helyezte. 1830-ban a német Christian Gottfried Ehrenberg létrehozta az Euplotes nemzetséget. 1975-ben több mint 80 faj és változat tartozott a nemzetsébe.
Régebbi rendszertanok az Euplotest a Hypotrichida rendbe, a Hypotrichia alosztályba vagy a Hypotrichea osztályba sorolták. A jelenlegi rendszertan azonban elkülöníti a hagyományos Hypotrichea-fajoktól, és az Euplotia kládba sorolja.
1985-ben Jonezava írta le az Euplotes encysticust, mely a nemzetség első igazolt cisztaképzésű faja, de élő morfológiája és molekuláris adatai sokáig kevéssé voltak ismertek. E fajról Fan  et al. kimutatták, hogy az E. muscorum rokona.
Adl  et al. 2019-es rendszertana szerint a feltehetően parafiletikus Euplotidae egyetlen ismert nemzetsége.

## Genetika
Genetikai kódja nem kizárólagosan triplett: a transzkriptum 3′-végétől távoli stopkodonok nagy pontossággal határoznak meg 1 vagy 2 nukleotiddal való riboszomális kereteltolódást. Bár ezt semleges evolúció okozza, hatása nem fordítható vissza.
A Spirotrichea tagjaként jelentős kromoszóma-töredezettsége. 18S rRNS-e másodlagos szerkezete az ősi egyszerűbb I-es típusúból összetettebb II-es típusúvá ment át, de egyes fajok rRNS-e – például a VI. kládban – szerkezete visszaalakult I-es típusúvá.
Nem ismertek a nemzetségben KU70 és KU80 DNS-javító fehérjék.

## Ökológia
Számos endoszimbionta baktériuma van a Holosporineae alrendből: fajai többek közt a Fujishimia apicalis, a Caedimonas varicaedens, a Finniella dimorpha és a Parafinniella ignota baktériumok gazdái. A F. apicalis elsősorban apikális helyzetű, a C. varicaedens R-testeket és fágszerű részecskéket hoz létre.
A Nebulobacter yamunensis az E. aediculatus endoszimbiontája.
A Polynucleobacter necessarius minden édesvízi Euplotes-fajban megtalálható obligát endoszimbionta.

## Fordítás
Ez a szócikk részben vagy egészben  az   Euplotes című angol Wikipédia-szócikk ezen változatának fordításán alapul.  Az eredeti cikk szerkesztőit annak laptörténete sorolja fel. Ez a jelzés csupán a megfogalmazás eredetét és a szerzői jogokat jelzi, nem szolgál a cikkben szereplő információk forrásmegjelöléseként.